# Architettura (rivista)
Architettura. Rivista del Sindacato Nazionale Fascista Architetti è stata una rivista italiana che si occupava di architettura e urbanistica.
Fondata nel 1921 come rivista di arte e di storia edita da Bestetti Edizioni d'Arte con titolo Architettura e arti decorative, è diretta da Gustavo Giovannoni fino al 1927. Successivamente diviene l’organo ufficiale del Sindacato Nazionale Fascista degli Architetti e Alberto Calza Bini ne assume la direzione.
Nel 1931 la rivista cessa le pubblicazioni e si trasforma in Architettura diretta da Marcello Piacentini fino alla sua chiusura nel 1943.